# Лабокша (приток Суды)
Лабокша — река в Бабаевском районе Вологодской области России, правый приток Суды.
Берёт исток в болотистой местности на юго-западе Борисовского сельского поселения, в 3 км к востоку от деревни Заельник, течёт преимущественно на восток и юго-восток и впадает в Суду в 121 км от её устья, в 3 км выше деревни Вашино Санинского сельского поселения. Длина реки составляет 40 км. На берегах расположены деревни Лабокша и Нефедово. Крупнейший приток — река Петрушиха (правый).

## Данные водного реестра
По данным государственного водного реестра России относится к Верхневолжскому бассейновому округу, водохозяйственный участок реки — Суда от истока и до устья, речной подбассейн реки — Реки бассейна Рыбинского водохранилища. Речной бассейн реки — (Верхняя) Волга до Куйбышевского водохранилища (без бассейна Оки).
По данным геоинформационной системы водохозяйственного районирования территории РФ, подготовленной Федеральным агентством водных ресурсов:
- Код водного объекта в государственном водном реестре — 08010200212110000007555
- Код по гидрологической изученности (ГИ) — 110000755
- Код бассейна — 08.01.02.002
- Номер тома по ГИ — 10
- Выпуск по ГИ — 0